# Kaloula assamensis
Espèce
Statut de conservation UICN

 LC  : Préoccupation mineure
Kaloula assamensis est une espèce d'amphibiens de la famille des Microhylidae.

## Répartition
Cette espèce est endémique d'Inde. Elle se rencontre dans les États d'Arunachal Pradesh, d'Assam et du Bengale-Occidental. Sa présence est incertaine au Bangladesh,.

## Étymologie
Son nom d'espèce, composé de assam et du suffixe latin -ensis, « qui vit dans, qui habite », lui a été donné en référence au lieu de sa découverte, l'État d'Assam.

## Publication originale
- Das, Sengupta, Ahmed & Dutta, 2005 : A new species of Kaloula (Anura: Microhylidae) from Assam State, north-eastern India. Hamadryad, vol. 29, no 1, p. 101-109.